# Trò chơi bài

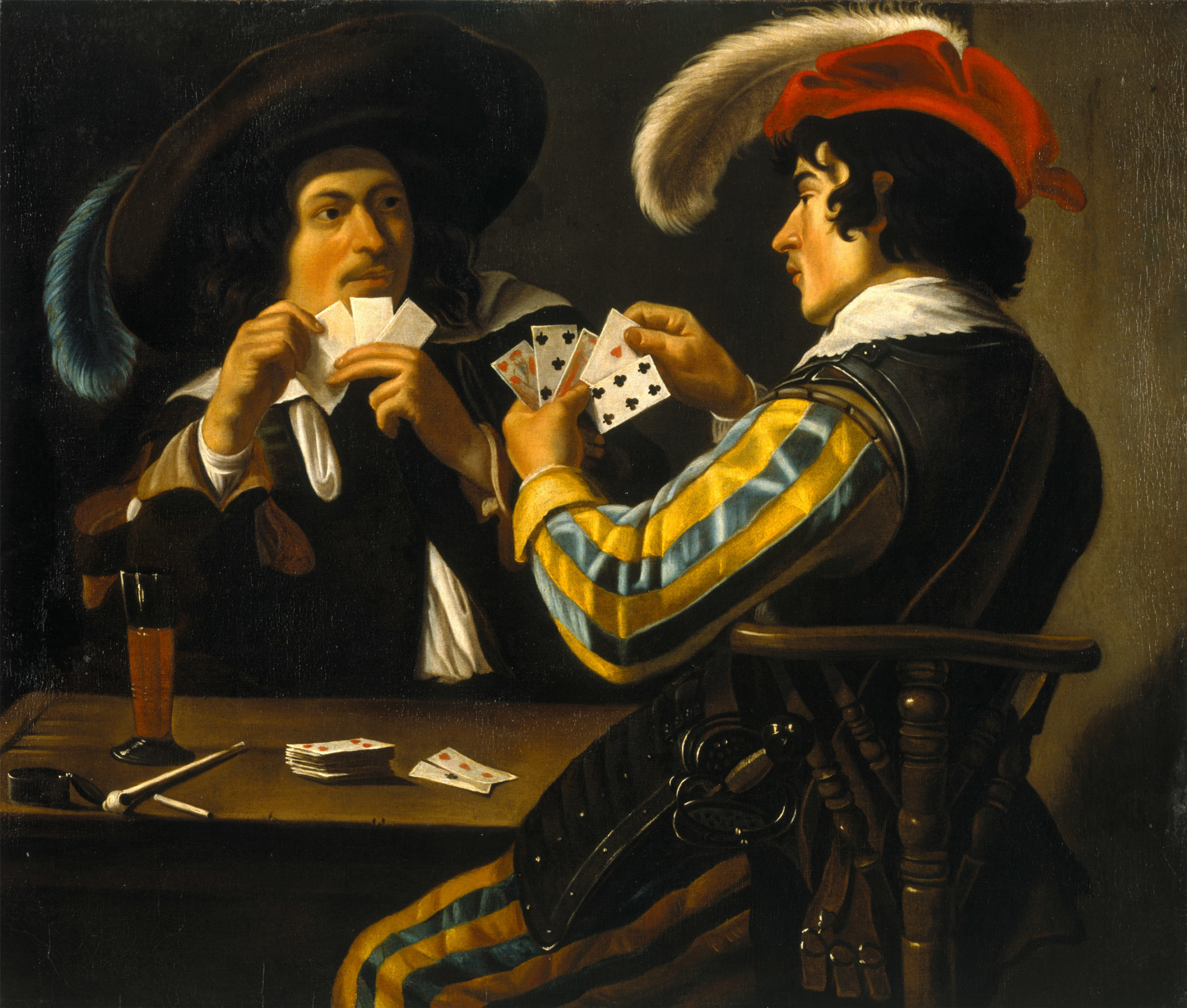
Người chơi bài, tranh thế kỷ 17 của Theodoor Rombouts

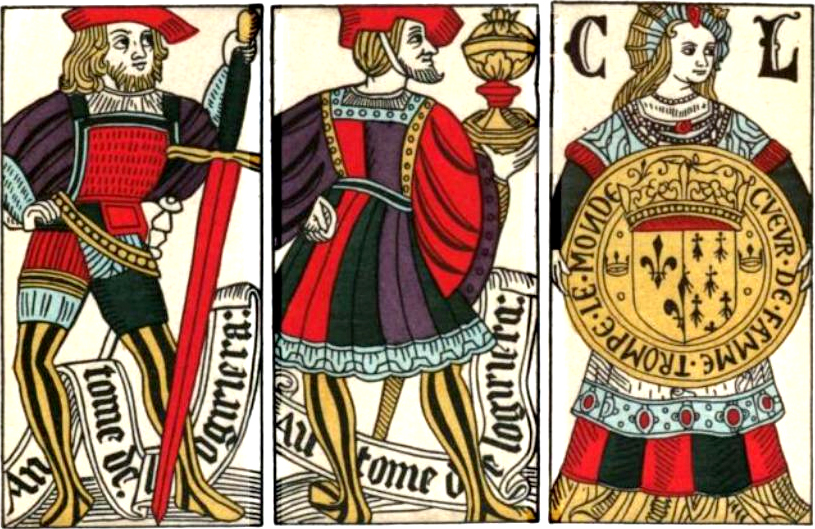
Ba lá bài Tây Ban Nha, khoảng1500

Một trò chơi bài là bất kỳ trò chơi nào sử dụng bộ bài Tây( có 4 chất bài từ mạnh đến yếu theo thứ tự như sau: cơ, rô, tép/ chuồn, bích) như là dụng cụ chính để chơi. Có vô số trò chơi bài đã có, tạo ra các họ trò chơi liên kết với nhau (ví dụ như xì tố). 
Một số ít trò chơi bài được chơi với bộ bài truyền thống có quy tắc chính thức được tiêu chuẩn hóa, nhưng hầu hết trò chơi bài là các trò chơi dân gian có quy tắc khác nhau theo từng vùng, từng văn hóa và từng cá nhân.
Nhiều trò chơi không được đặt trong họ các trò chơi bài trên thực tế lại sử dụng các lá bài trong  một số khía cạnh của trò chơi. Tương tự như vậy, một số trò chơi được đặt trong thể loại trò chơi bài liên quan đến trò chơi trên bàn. Sự khác biệt là các trò chơi bài chủ yếu phụ thuộc vào việc sử dụng các lá bài của người chơi (Bàn chỉ đơn giản chứa một hướng dẫn cho cách tính điểm hay dùng để bố trí bài), trong khi trò chơi trên bàn (thể loại không phải trò chơi bài nhưng chủ yếu sử dụng thẻ bài) thường tập trung vào các vị trí của các người chơi trên bàn, và sử dụng thẻ đối với một số mục đích phụ.